# Auguste-Jean-Marie Carbonneaux
Pour les articles homonymes, voir Carbonneaux.
Auguste Jean-Marie Carbonneaux, parfois orthographié « Carbonneau », né vers 1790 et mort le 20 février 1843 à Paris, est un fondeur, ciseleur et sculpteur français.
Il est l'un des grands praticiens du procédé de la fonte au sable pour la statuaire monumentale.

## Biographie
Né dans une famille travaillant le métal, Auguste Jean-Marie Carbonneaux commence à travailler à son compte vers 1814. Il hérite de l'atelier familial de la rue de Bretagne. C'est un des premiers grands spécialiste de la fonderie d'art au sable. Il exerçait également les fonctions de conseiller communal. 
Ses propres ateliers sont situés rue Plâtre-Sainte-Avoye et au no 12 rue des Amandiers-Popincourt, dans sa propriété baptisée la Folie-Genlis. Il y ouvre un autre atelier entre 1814 et 1833. Son épouse meurt en 1833 et il vend sa propriété la même année. Le nouveau propriétaire loue les locaux au fondeur Édouard Quesnel qui venait de se séparer de Louis Richard.

## Distinctions
- Chevalier de l'ordre de Vasa

## Réalisations en bronze
En France

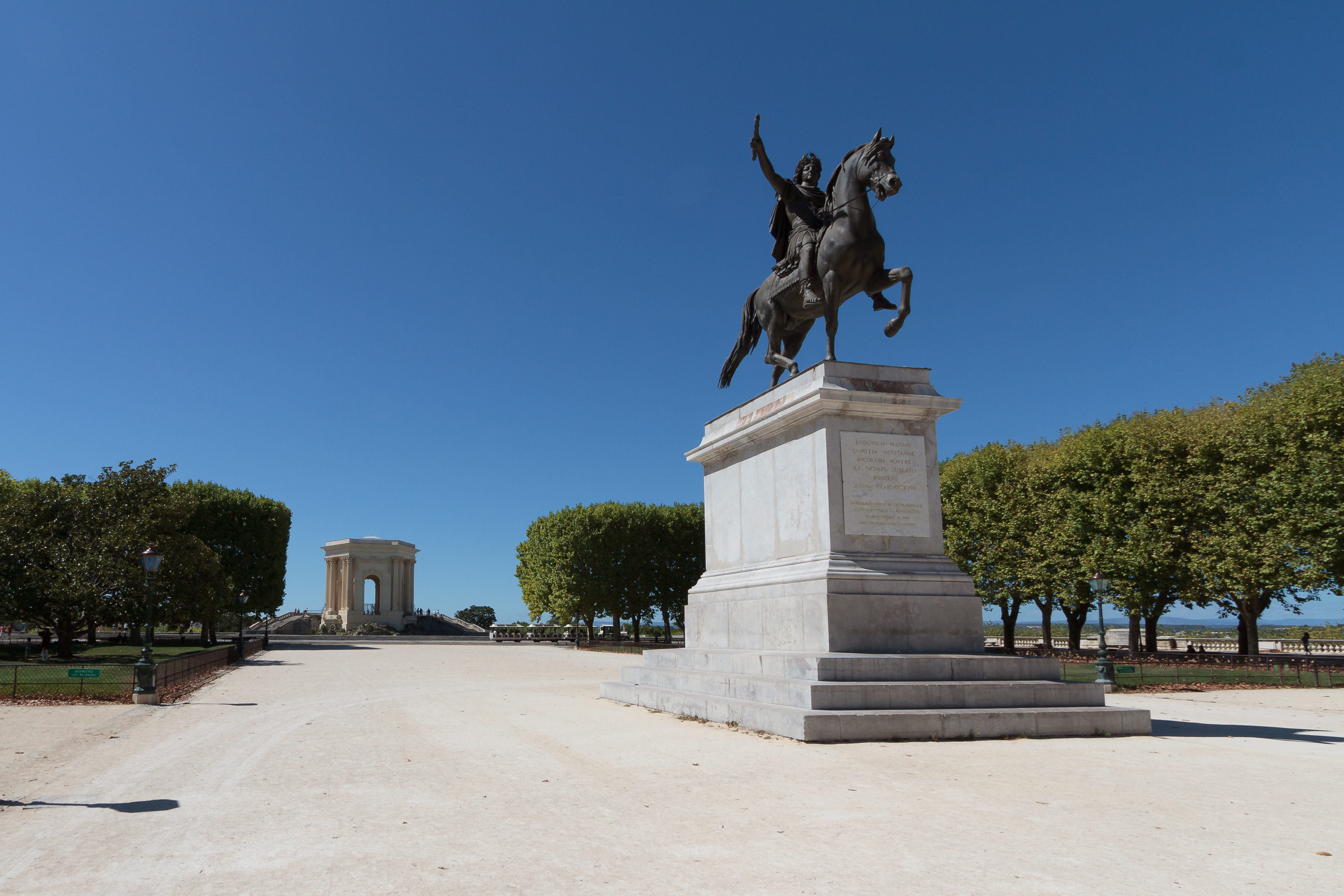
Statue de Louis XIV sur la promenade du Peyrou à Montpellier.

- Montpellier : Statue équestre de Louis XIV en 1828, sur la promenade du Peyrou, réalisée avec le sculpteur Jean-Baptiste Debay (1802-1862)[6].
- Paris :
  - musée du Louvre :
    - Hercule combattant Achéloüs métamorphosé en serpent, 1824, groupe sculpté par François-Joseph Bosio, 260 × 210 × 95 cm[7] ;
    - Henri IV, enfant, 1824, statue sculptée par François-Joseph Bosio[8]. Autre exemplaires en bronze à Paris au palais de la Légion d'honneur et au musée national du château de Pau[9].

  - place des Victoires : Statue équestre de Louis XIV, avec Le Passage du Rhin et Louis XIV distribuant des récompenses militaires, bas-reliefs ornant le socle. Commandé par Louis XVIII, le monument sculpté par François-Joseph Bosio est remis en 1819 à Auguste-Jean-Marie Carbonneaux pour en réaliser la fonte. Il est inauguré en 1822.

En Suède
- Stockholm : Charles XIII.